# Teresa Durán Sandoval
Teresa Durán Sandoval (Moyahua, Zacatecas, 1952) es una ceramista mexicana. Sus trabajos la han llevado a desarrollar su práctica en Estados Unidos, Canadá e Italia. También ha realizado murales cerámicos y colaborado con artistas internacionales como Rafael Zamarripa, y Luis Valsoto.

## Biografía
Su obra está relacionada con Moyahua, y el campo que la vio crecer. En sus palabras: 
Yo nací en el campo y cuando pensaba en dibujar la cerámica me venían a la cabeza las flores de mi pueblo, algo que además para mí era tranquilizante, relajante. Uno de mis primeros diseños, que se ha convertido como en mi sello, es la  flor estrellita o de San Nicolás, que no abunda mucho, pero sobresale del zacatal cuando es tiempo de lluvias, es una flor muy bonita. 
Durante la preparatoria se trasladó a Guadalajara, ahí decidió estudiar ciencias químicas lo cual ayudó en su conocimiento de cerámica y manejo de altas temperaturas. Desde 1993 desarrolló una línea de raku, técnica ancestral de la cerámica japonesa, que desde entonces produce de forma interrumpida.
Mientras estudiaba la preparatoria, Durán Sandoval encontró trabajo de costurera en Tlaquepaque. En el piso de arriba estaba el taller del artesano Arthur Kent, del que se convirtió en la encargada del laboratorio químico, donde exploró las posibilidades de distintos elementos para crear esmaltes. 
Ahí conoció al regiomontano Jorge Wilmot, uno de los artesanos más reconocidos de México, impulsor de la cerámica de alta temperatura. Tras laborar cerca de un año con él, Wilmot la becó para que estudiara inglés y aprendiera sobre esmaltes cerámicos en California, Estados Unidos.
Cuando regresó estudió  la licenciatura en Administración de empresas en la Universidad de Guadalajara, cuyo programa de intercambios la llevó a  Castelli, Italia donde cursó materias de cerámica artística y de tecnología artesanal.
“Desde sus inicios a la fecha ha participado en incontables cursos sobre control de calidad, producción y exportación de artesanías, y ha emprendido misiones comerciales en numerosos países.” 
En 2010 emprendió la elaboración de  murales cerámicos. Los primeros cuatro los llevó a cabo por encomienda de la Secretaría de Cultura del Estado de Jalisco, con motivo del Centenario de la Revolución Mexicana y del Bicentenario de la Independencia de México.
Asimismo, participó en la elaboración de murales cerámicos en dos estaciones del  Tren Ligero de Guadalajara: con el pintor Luis Valsoto en el de la  Estación San Juan de Dios, para el que hizo las piezas "Libertad" y "Ventana Idílica", así como con el pintor Jorge Navarro, en las obras "Los de Abajo" y "Transición".
En 2015 llevó a cabo el mural cerámico "El Nuevo Cielo", ideado por el internacionalmente reconocido Javier Arévalo, que se ubica en el Centro Municipal de la Cultura de Zapopan. 

## Exposiciones

### Exposiciones individuales
|      |       |                         |                                              |
| Año  | Mes   | Nombre de la exposición | Lugar                                        |
| 2017 | junio | El buen comer           | Instituto Mexicano del Seguro Social Jalisco |
| 2004 |       | Piezas de gran formato  | Museo Pantaleón Panduro, Tlaquepaque         |
| 1985 |       | Exposición individual   | Milwaukee                                    |

### Exhibiciones colectivas
|      |       |                                                                                          |                                             |
| Año  | Mes   | Nombre de la exposición                                                                  | Lugar                                       |
| 2023 | mayo  | Venir de la Tierra: Mujeres                                                              | Museo de las Artes Populares de Jalisco     |
| 2023 | marzo | Conmemoración de la proclamación de los 200 años de Jalisco como Estado Libre y Soberano | Vestíbulo del Senado de la República México |
| 2001 |       | Piezas de gran formato                                                                   | Museo Pantaleón Panduro, Tlaquepaque        |
| 1992 |       | Exposición colectiva de piezas premiadas                                                 | Salón Guadalajara                           |
| 1979 |       | Exposición colectiva                                                                     | Castelli, Italia                            |

## Reconocimientos
Teresa Durán Sandoval pertenece al colectivo de artistas tradicionales y contemporáneos "Herencia Milenaria de Tonalá", en cuyo Centro Cultural colabora. Asimismo, sus piezas forman parte de la colección del Museo Nacional de la Cerámica Jorge Wilmot de Tonalá; del Museo del Premio Nacional de la Cerámica Pantaleón Panduro de Tlaquepaque, de la del  Exconvento del Carmen, de la Casa Museo López Portillo y de la colección Internacional de Cerámica Artística Contemporánea del Museo de la Cerámica ubicado en Castelli, Italia.

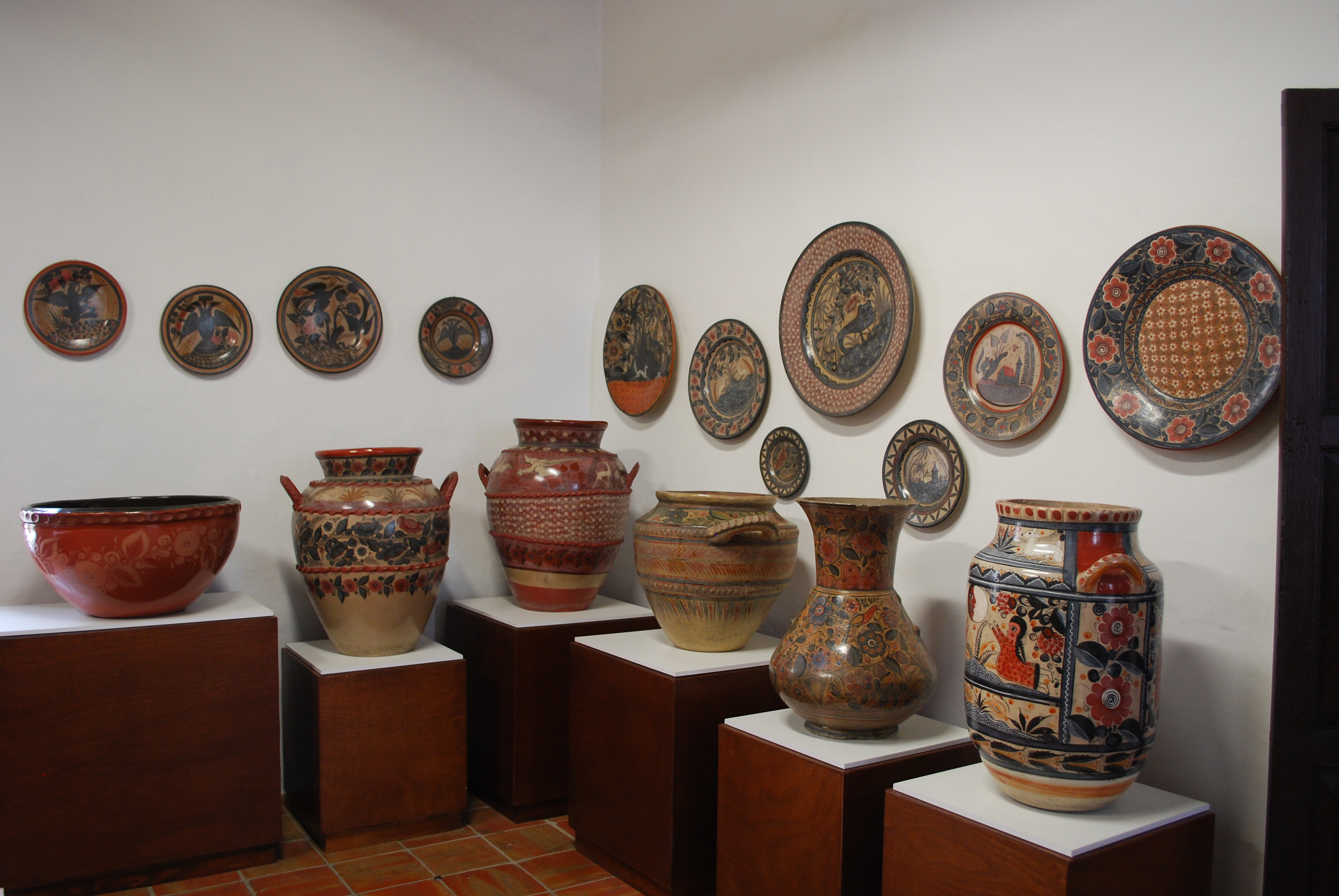
Cerámica típica del área que rodea a Guadalajara

En 1987 fue la primera mujer que recibió el Reconocimiento Industrial de la Cámara Regional de la Industria de Transformación del Estado de Jalisco (Careintra). Ese mismo año y en 1988 fue promotora y coordinadora del 1º y 2º Concurso Estatal de la Cerámica en Tonalá. En 1989, recibió el premio del 3er Concurso. En 1990 y 1991 obtuvo el 1er. lugar en Cerámica Contemporánea, certamen que fue parte del 4º y 5º Concurso Estatal de la Cerámica. También en 1991, fue premiada en el 15º Concurso Nacional de la Cerámica. Además, recibió el Premio Cihualpilli de Tonalá y el Galardón Ángel Carranza del Premio Nacional de la Cerámica. 